# Melangguane Airport
Melangguane Airport (indonesiska: Bandara Melonguane, engelska: Melonguane Airport) är en flygplats i Indonesien.   Den ligger i provinsen Sulawesi Utara, i den nordöstra delen av landet, 2 500 km nordost om huvudstaden Jakarta. Melangguane Airport ligger 3 meter över havet. Den ligger på ön Pulau Karakelang.
Terrängen runt Melangguane Airport är platt åt nordost, men åt sydväst är den kuperad. Havet är nära Melangguane Airport åt sydväst.